# 訃報 1984年5月
訃報 1984年5月（ふほう 1984ねん5がつ）では、1984年（昭和59年）5月中に物故した、又は物故が報じられた人物についてまとめる。

## （1日 - 15日）
- 5月4日 - 永野重雄、実業家、第13代日商会頭（* 1900年）
- 5月5日 - 森口多里、美術史家・美術評論家（* 1892年）
- 5月5日 - 吉岡隆徳[1]、陸上競技選手（* 1909年）
- 5月9日 - 蟹江一忠[要出典]、カゴメ代表取締役社長（* 1926年）
- 5月11日 - 関武志、コメディアン（* 1924年）
- 5月11日 - トニー・トゥレク、元サッカー選手（* 1919年）
- 5月13日 - スタニスワフ・ウラム、数学者（* 1909年）
- 5月15日 - 大島清、経済学者（* 1913年）

## （16日 - 31日）
- 5月24日 - ビンス・マクマホン・シニア、プロレスリング・プロモーター（* 1914年）
- 5月28日 - 森戸辰男、経済学者・文部大臣・広島大学学長（* 1888年）